# Annette Démarais
Annette Démarais (* 1976 in St. Gallen als Annette Stickel) ist eine Schweizer Schauspielerin, Artistin, Sängerin und Musikerin.
Annette Stickel startete in ihrem 9. Lebensjahr ihre musikalische Ausbildung und liess sich 1999–2002 an der Schuola Teatro Dimitri im Kanton Tessin zur Schauspielerin ausbilden. 2003 erhielt sie den Kulturförderpreis der Stadt Rorschach.
Sie ist mit dem aus Frankreich stammenden Fussreflexzonentherapeut Pascal Démarais verheiratet und wohnt in Wald.
Mit Georg Della Pietra bildet sie das Duo Hommage, das Lieder von Dieter Wiesmann interpretiert.